# 山下達郎
山下 達郎（やました たつろう、英語: Tatsuro Yamashita、1953年〈昭和28年〉2月4日 - ）は、日本のシンガーソングライター。日本における旧来の愛称は、ヤマタツ。
東京都豊島区池袋生まれ。妻はシンガーソングライターの竹内まりや。
所属レコード会社はワーナーミュージック・ジャパン。所属事務所はスマイルカンパニー、および、妻と共同経営する個人事務所（著作権管理用）のテンダベリー&ハーヴェスト（山下側の企業は株式会社テンダベリーミュージック）。

## 音楽性
「ビーチ・ボーイズマニア」とまで言われるほどビーチボーイズに詳しく、山下自身が影響を受けたのは、多くがブライアン・ウィルソンとビーチ・ボーイズのようなアメリカン・ポップス・ロックのミュージシャンからであり、自身のアルバムにもビーチ・ボーイズのカバーをしている。また、日本におけるドゥーワップの熱心なファンの一人で、造詣が深い。自分自身のヴォーカルを多重録音する「1人ア・カペラ」という手法を用いることでも知られている。山下は他にソフトロック、ブルー・アイド・ソウル、コーラス・グループ、スウィート・ソウルなどのファンでもある。ジェームス・ブラウンやガレージ・ロックも好むなど、音楽の趣味は幅広い。なお、萩原健太とならび、日本におけるビーチ・ボーイズ・ファンの代表格である。ザ・ベンチャーズへの造詣も深く、The Ventures Forever というアルバムを1989年11月22日に東芝EMIよりリリースしている。達郎のライナーノーツによれば、選曲も自身が行い、マスターテープから作り直した、ほぼ最善の努力を傾けて作成したとの事。又、モズライト１２弦ギター（ザ・ベンチャーズモデル）を愛用しており、竹内まりやのミュージックビデオ「家に帰ろう（マイ･スイート･ホーム）」などでも、モズライト１２弦ギターを使用しているシーンが確認できる。
音楽作りに対する拘りと独自の制作姿勢から「音の職人」とも称される。レコーディングではボーカル・バックコーラスのほか、編曲からギター、コンピューターの打ち込み、シンセサイザー、パーカッションまで1人で手掛けている。全ての演奏を1人で行っている楽曲もある。特にギターのリズムカッティングを得意としている。アコースティック感の強い作風を持ち味とするが、最新技術を活用する方針のため、アナログからデジタルまでカバーする幅広いノウハウを持つ。
大貫妙子らと共にシュガー・ベイブを結成し、アルバム『SONGS』（1975年）でデビューした。プロデュースを手掛けた大瀧詠一のナイアガラ・レーベルでは、日本コロムビア時代の作品に、コーラスやストリングス・アレンジで参加。特に大瀧のソロ・アルバム『NIAGARA MOON』（1975年）や『NIAGARA CALENDAR』（1977年）に深く関わっている。また、自身の作品制作の傍ら、1975年頃から、他のシンガー、ミュージシャンへ楽曲提供を始めた。小杉理宇造を通じてジャニーズ事務所との繋がりもあり、近藤真彦の「ハイティーン・ブギ」（1982年）、KinKi Kidsのデビュー・シングル「硝子の少年」（1997年）や「ジェットコースター・ロマンス」（1998年）などのヒット曲を出しているほか、ジャニーズ所属タレント出演作品の主題歌も多く手がけている。
大瀧同様、レコード・CDコレクター、オーディオマニアであり、特にロック・R&B・ポップスについて造詣が深く、アナログ盤はオリジナルを中心に収集しており、所蔵総数は6万枚を超える。
海外では作品リリースを行っていなかったが、2010年代のヴェイパーウェイヴのブームで作品が発掘され広まった。ちなみに、山下達郎がバックトラックを作成した竹内まりや作の「プラスティック・ラブ」は、非公式動画ながら海外のリスナーを中心にYouTubeで合計1億回以上再生されている（詳細は「「ジャパニーズ・シティ・ポップ」」参照）。

### こだわり
「テレビやDVD・ブルーレイソフトなどの顔出し出演はしない」「日本武道館などのような大規模なアリーナ級の会場でのコンサートはしない」「著書を書かない」の3つのこだわりをもっているという。ただ、妻の竹内まりやのライブ映像がテレビで流されており、ギターを弾く山下を見る事が出来る。また、RIDE ON TIMEがCMソングに起用されたマクセルのコンパクトカセットテープ「UD」のCMには出演していたが、本人の希望かどうかは分からないが、遠目のカメラアングルで撮影されていてはっきりと表情は分からない。
山下は、顔で売るよりもあくまでも歌を聴衆に聞いてもらうこと、ステージ上で聴衆のすべてに高いクオリティーで音楽を届けることを最優先として考えており、コンサートホール以外の大規模な体育館やアリーナクラスのものではそれが難しいとしてアリーナクラスの会場での開催は基本的に行わないようにしている。その中でも中野サンプラザ大ホール（収容人員2222人）は、「一番後ろの聴衆にも、演奏がきちんと聞こえる」として、長年にわたり公演に使用し続けている。ただし妻である竹内まりやのコンサートツアーについては日本武道館や大阪城ホールなどアリーナクラスでのライブを行なっている他、2010年以降は「ライジング・サン・ロックフェスティバル」や「氣志團万博」などの野外フェスへの出演も増えてきている。
またミュージシャンとしてのポリシーを大切にしたいという理由でソロ活動以降はテレビ出演も原則として顔を出してのリアルインタビューには応えないことにしているが（シュガー・ベイブ時代には若干テレビ出演していた）、例外として声のみの出演やインタビュー風景の静止画の放映は認めており、NHK『SONGS』や、フジテレビ系『めざましテレビ』、日本テレビ系『ZIP!』、日本映画専門チャンネル『日曜邦画劇場』、テレビ朝日系『関ジャム 完全燃SHOW』などに出演歴がある。『第73回NHK紅白歌合戦』ではKinKi Kidsのステージにサプライズでメッセージ音声を贈り、音声のみで紅白歌合戦に初出演を果たした。
自身の著書（自叙伝、エッセーなど）も一切執筆していない。ただし、『ON THE STREET CORNER』以降、自身のアルバムや、ビーチ・ボーイズなど自身と関わりの深いアルバムや、山下が社外取締役を務めるワーナーミュージックジャパン発行の一連の「ワーナーナゲッツシリーズ（ポップロックナゲッツ、ガールズポップナゲッツ、ドゥーアップナゲッツなど）」、東芝EMIからリリースした「The Ventures Forever」などでは、それらについての作品の解説・ライナーノーツを手掛けている。他に、雑誌『レコード・コレクターズ』の「私の収穫」にもコレクターの一人として登場している。

### 使用機材
- エレクトリック・ギター
  - フェンダー・テレキャスター（USA・1970年代）（ブラウン[26]） - メインギター。『FOR YOU』（1982年）以降、ライブ、レコーディング、カッティング、ギターソロもほぼこのギターを使用。友人から5万円で購入し、当初はサブギターであったが、知り合いのリペアマンに調整してもらううちにメインに昇格。ボディ、ネックの木部以外は都度交換しているが、現在に至るまでメインギターとして使われている。
  - フェンダー・テレキャスター（フェンダー・カスタム・ショップ製）（サンバースト） - サブ。上記のテレキャスターを、フェンダー・カスタム・ショップのマスタービルダーが忠実に再現したモデル。同じカラーにするとどちらがメインか分からなくなるので、フィニッシュをサンバーストにしている。
  - フェンダー・ストラトキャスター（ホワイト）
  - ギブソン・ES-335（セミアコ）
  - モズライト１２弦ギター（ザ・ベンチャーズモデル）レコーディンで度々使用しており、竹内まりやのミュージックビデオ「家に帰ろう（マイ･スイート･ホーム）」などでも使用が確認できる。
- アコースティック・ギター
  - マーチン・D-28
  - ギルド・D-50 - 元は岡林信康が所有していたものを椎名和夫経由で譲り受けたもの
  - ギブソン・チェット・アトキンス・モデル（エレアコ、エレガット） - ともにライブで使用
- エフェクター
  - MXR・Distortion +（ディストーション）
  - MXR・ダイナ・コンプ（コンプレッサー）
  - ボス・CE-3（アナログコーラス）
- シンセサイザー
  - ヤマハ・DX7
  - ヤマハ・SY99
- ピアノ
  - フェンダー・ローズ・ピアノ
  - ヤマハ・CPシリーズ

## 経歴

### 1950年代
1953年
- 2月4日、居酒屋を経営していた両親の間に生まれ、一人っ子として育った。飲食業を嫌がる母親の希望もあって、長男の誕生を機に父親は転業を決意し、もともと電気職工であった祖父が経営していて倒産した工場を引き継ぐ形で再興を図った。

1957年
- 父親の転業は1954年から続いていた神武景気を当て込んでのことであったが、この年の7月、景気は急速に冷え込み、なべ底不況（57年不況）が到来すると、山下家の工場はその煽りを受けて倒産してしまった[27]。それからというもの、達郎は池袋のアパートで暮らす共働き夫婦の下でカギっ子として生活することになった[27]。

1959年
- 4月1日、豊島区立池袋第五小学校（現・豊島区立池袋小学校[gm 1]）へ入学。
- 小学生時代は、宇宙と読書が大好きな、まじめに塾通いする典型的優等生タイプで、児童会役員にも選出された。

### 1960年代
1964年
- 小学6年生の時、当時の音楽担当教師に勧められクラブとマーチングバンドに所属し、太鼓を担当する。これをきっかけに楽器への興味が芽生えたものの、音楽そのものに関しては、映画好きであった両親の影響で耳にする映画音楽や、テレビ・ラジオの歌番組から流れてくる歌謡曲を楽しむ程度に留まっていた。当時のお気に入りは三波春夫の歌謡浪曲[28]。

1965年
- 4月1日、豊島区立高田中学校（現・豊島区立千登世橋中学校[gm 2]）へ進学する。ここではブラスバンド部に入部し、やはり小太鼓を担当する。以来、中学・高校の6年間をブラスバンド部員として過ごし、打楽器を担当し続けた。また、同じ時期、ウクレレを買ってもらったことをきっかけにギターにも興味を持ち、独学で練習し始めている。友人の影響を受けてベンチャーズをきっかけに洋楽を聴くようになったのもこの頃で、熱心なトップ40リスナーになった。ベンチャーズのコンサート・プログラムに載っていた曲目リストを見て、自分の好きな曲が特定の作家の作品であったことを知り、それからはポップスを系統立てて聴くようになったという。

1966年
- 1月末、一家は練馬区平和台[gm 3] へ転居し、どうしても商売がしたいという父親の意向で菓子屋を開いた。転校せず、越境通学することになった。
- 中学2年生のこの年、友人らとアマチュア・バンド「ディー・バウエルン」を結成する。ドラムス、ベース、ギター2本という編成で、のちにキーボードも加わるが、山下はドラムスを担当した。当時としては珍しかった、全員がボーカルというコーラス・グループ。

1968年
- 4月1日、東京都立竹早高等学校[gm 4] へ進学する。前年から始まった都立高校入試への学校群制度採用により、竹早高校へ進学することになったという経緯から、別の高校に入っていたら自分の人生は大きく変わっていただろうと振り返っている。
- 都立の進学校に入学できた褒美として、以前から欲しかったドラムセットを親に買ってもらう。その後は子供の頃から興味のあった宇宙物理学者・天文学者を目指すも、音楽に傾倒してゆく。加えて、進学校特有の管理体制への違和感と、国立一期校（当時）で受験一辺倒のクラスメートの中にあって孤立感に悩み、教員からは長髪を理由に恫喝を受ける学校生活が続いたという。

1969年
- 成績が下降して留年も危ぶまれたが、なんとか進級を果たすも、この時点で目指していた学問の道から挫折した。
- 5月、学内で教員らによる学校ぐるみの収賄が発覚[注釈 6] すると、70年安保という社会情勢を背景に全校集会が連日続き、学校の機能は一時完全に停止する。混乱の中、2学期に入ると、校舎改築工事のため、東京都立新宿高等学校旧校舎が、1年間、仮校舎とされた[注釈 7]。当時、学生集会が盛んであった新宿で自らも学生運動や学生サークルに関わるようになり、高校生活から完全にドロップアウトした。「音楽、バイト、学生サークル、ジャズ喫茶に名画座」という毎日を過ごす[注釈 8]。
- 高校の時にドロップアウトしたトラウマは、のちに、「学校という社会の中から逸脱していく絶望感は、この年になっても高校を出られない夢を見る」[29]と語るほど大きく影響を与えている。
- この時期、松井道夫（のちの松井証券社長）や金子辰也（のちの、プロモデラーで、ジオラマ作家）らと交友を持った[注釈 9]。

### 1970年代前半
1971年
- 3月、学内の混乱の収束が進む中、出席日数が足りず卒業が危ぶまれたが、追い出されるように高校を卒業した。その後は、音楽にのめり込む日々が始まる。そうは言っても、「裏方ぐらいにしかなれないだろうし、ならば、せめて音楽著作権でも学んで音楽出版社にでも入ろうか」と考え、法学部受験を目指して予備校に入学、1年間の浪人生活を送る事になった。しかし実際にはほとんど通っていなかった[30]。

1972年
- 4月、明治大学法学部へ入学。しかし講義にもほとんど出席しないまま、3か月で中退した。
- 8月、アマチュアバンドの友人達とアルバム『ADD SOME MUSIC TO YOUR DAY』を自主制作する。この中には、後にシュガー・ベイブのメンバーとなる村松邦男と鰐川己久雄がいた。

1973年
- 春、『ADD SOME〜』がきっかけで知り合った仲間（大貫妙子、野口明彦）に、村松、鰐川を加え、シュガー・ベイブを結成。
- 9月21日、文京公会堂でのはっぴいえんどラスト・コンサート“CITY -Last Time Around-”に大滝詠一 &ココナツ・バンクのステージに、シュガー・ベイブ（山下・大貫・村松）がバック・コーラスで参加。
- 12月17日、シュガー・ベイブのデビューコンサート“Hello! We are SUGAR BABE”を青山タワーホールにて開催。

1974年
- 1月、音楽事務所と契約するも、給料をもらえず、経済的に困窮する[注釈 10]。しかし、この頃から始めたCM音楽の仕事や、スタジオでのコーラス・ワークの活動を通じて、山下の声は少しずつ認知されていく。シュガーベイブも学園祭やライブハウス等の場で、次第に知名度を増していく[31]。
- 10月、シュガー・ベイブの所属レコード会社が大瀧のナイアガラ・レーベルに決定し、レコーディングを開始する。
- 10月5日、シュガー・ベイブ（山下・大貫・村松）がコーラスで参加した荒井由実のアルバム『MISSLIM』をリリースする。山下はコーラスの他、一部の曲ではギタリストとして参加。荒井（松任谷）の作品にはソロになって以降も、『OLIVE』（1979年）まで関わっている。

### 1970年代後半
1975年
- 4月25日、シュガー・ベイブ、アルバム『SONGS』とシングル「DOWN TOWN」を、ナイアガラ・レーベルから同時リリース。
- アルバム・リリースと前後してメンバーに変動があり、野口・鰐川に替わって上原裕・伊藤銀次・寺尾次郎が加入することで、6人組となった。
- 6月、伊藤が抜け、再び5人組となる。
- 11月、黒木真由美がアルバム『12のらくがき』をリリースする。この作品には、山下が初めて他のシンガーに書き下ろした「恋人と呼ばれて」と「北極回り」の2曲を収録。

1976年
- 1月8日、ニッポン放送『オールナイトニッポン』水曜2部（木曜深夜3時〜5時）レギュラー開始（3月25日まで）。3月27日は臨時で金曜1部のパーソナリティーを務めた。
- 3月25日、ナイアガラ・トライアングル（山下・伊藤銀次・大滝詠一）によるオムニバス・アルバム『NIAGARA TRIANGLE Vol.1』リリース。同日、吉田美奈子、アルバム『FLAPPER』リリース。後に『CIRCUS TOWN』でセルフ・カバーする「永遠に」、「LAST STEP」の2曲を収録。
- 3月31日・4月1日、荻窪ロフトにてシュガー・ベイブ解散コンサートを行う。
- 4月1日、ナイアガラ・トライアングル、『NIAGARA TRIANGLE Vol.1』からのリカット・シングル「幸せにさよなら」リリース。
- 4月6日、ニッポン放送『オールナイトニッポン』月曜2部（火曜深夜3時〜5時）へ移動。レギュラー開始（9月28日まで）。
- 8月16日、アルバム『CIRCUS TOWN』レコーディングのために渡米（8月17-26日：ニューヨーク、30日-9月3日：ロサンゼルス、5日帰国）。ソロ・シンガーとしてのデビュー・アルバムは、アメリカでレコーディングを行うという破格の待遇であったが、実現にはディレクター小杉理宇造の2年間のアメリカ留学経験と、その後日音でミュージシャンの招聘や洋楽の版権管理に携わる中で培った人脈が背景にあった[注釈 11]。
- 12月25日、全曲アメリカ・レコーディングによるアルバム『CIRCUS TOWN』でRCA ⁄ RVCよりソロ・デビュー。

1977年
- 3月25日、吉田美奈子のアルバム『TWILIGHT ZONE』を、吉田との共同プロデュースでリリース。同日、アルバムからのリカット・シングル「恋は流星Part I・II」をリリース。
- 5月25日、アルバム『SPACY』リリース。前作『CIRCUS TOWN』での海外レコーディング経験に大きな音楽的刺激を受け、以後、自分が書いたスコアでスタジオ・ミュージシャンと共にレコードを制作する数年間が始まる。その結果、『SPACY』は実験的かつ内省的なアルバムとなり、売り上げは芳しくなかったが、後のセールス・ポイントとなる一人多重録音によるコーラスが登場。古くからのファンには本作がベストと評する人も少なくない[33]。
- 11月20日、山下編曲・プロデュースによるマザー・グースのシングル「貿易風にさらされて/マリン・ブルー」リリース。他のシンガーを手掛けた初プロデュース作品。

1978年
- 5月25日、六本木PIT INNでのライブを収録したライブ・アルバム『IT'S A POPPIN' TIME』リリース。
- 12月、コンサート・イベンター、ソーゴー東京の資金援助を受け、自身の所属事務所「ワイルド・ハニー」を渋谷区神宮前の和合ハイツ2階302号室に設立。社名はビーチ・ボーイズの同名アルバム（1967年）から。ソロ・デビュー時の所属事務所であったアワ・ハウスは山下・大貫のソロ・デビュー後、資金難に陥り倒産。その後山下は、自身の事務所設立まで音楽出版社のパシフィック音楽出版 (PMP) に在籍。
- 12月20日、アルバム『GO AHEAD!』リリース。ソロ・アルバムを作れるのもこれで最後かもしれないとの思いから、好きなことをやって終わりにしようと、様々な曲調の作品をあれこれ詰め込んだごった煮サウンドの一枚となった[34]。

1979年
- 1月25日、ファースト・ソロ・シングル「LET'S DANCE BABY」リリース。アルバム4枚目にして初のシングル・カット。
- 春、1月リリースのシングル「LET'S DANCE BABY」のB面「BOMBER」が大阪のディスコを中心にスマッシュ・ヒット。それを受けて、大阪ではシングル盤のAB面を逆にして臨時発売された。ここまでのライブを含む3枚のアルバムの売り上げがレコード会社の期待に及ばず、この先作曲家で生きて行こうと考えていたところであったが、次第に状況が好転し始める[35]。
- 3月25日、山下編曲・プロデュースによるCOOLS ROCKABILLY CLUBのアルバム『NEW YORK CITY, N.Y.』リリース。メンバーたっての希望でニューヨーク録音を敢行したが、コーディネーターの不手際から事前に何も準備されておらず、山下は録音1週間前に単身渡米。スタジオやミュージシャンの手配などすべてを一人で行い、その後現地で急遽行われたライブではローディーまでこなした。最初で最後のオール・プロデュース作品。アルバムには“SOUND CREATIVE PRODUCER”としてクレジットされている。
- 4月5日、初のタイアップとなるセカンド・シングル「愛を描いて -LET'S KISS THE SUN-」（JAL「沖縄キャンペーン“Let's Kiss The Sun”」イメージソング）リリース。
- 6月2日、コンサート・ツアー『FLYING TOUR '79 PART-1』スタート。全4公演。自身初の全国ツアー。
- 6月27日、「BOMBER」のスマッシュ・ヒット以後初の大阪公演を、大阪サンケイホールにて開催。客席が今までの客層とは明らかに異なる人々で埋め尽くされ、大阪での直接的な反応が新鮮でうれしいものであったことから、もっと時代の空気に近い作品を作ってみようという意欲が湧くことになった[36]。
- 8月5日、山下プロデュースによるアン・ルイスのアルバム『PINK PUSSYCAT』リリース。後にアルバム『POCKET MUSIC』でセルフ・カバーする「シャンプー」を収録。
- 9月1日、コンサート・ツアー『FLYING TOUR '79 PART-2』スタート。全6公演。
- 10月21日、担当ディレクター小杉理宇造がRVC内に設立した独立レーベル“AIR”にプロデューサー兼ミュージシャンとして参加[注釈 12]、その第一弾としてアルバム『MOONGLOW』とシングル「永遠のFULL MOON」を同日リリース。アルバム・セールスの現場を知るため、地方のラジオ局や有線放送回り、大手販売店との販促会議やディーラーコンベンションへの参加など、積極的なプロモート活動を行った。
- 12月20日、山下作・編曲、プロデュースによるアン・ルイスのシングル「恋のブギ・ウギ・トレイン」リリース。
- 12月26日、コンサート・ツアー『FLYING TOUR '79 PART-3』スタート。全4公演。

### 1980年代前半
1980年
- 1月14日、コンサート・ツアー『CONCERT '80』スタート。全5公演。
- 3月19日、コンサート・ツアー『RIDE ON TIME CONCERT '80』スタート。全15公演。
- 3月21日、79年夏にプロモート用で制作されたLPが評判となり、『COME ALONG』のタイトルでリリース（カセットのみ）。DJ入りコンピレーション・アルバムの先駆けとなる作品。
- 4月、maxellカセットテープのCMに出演、約1年間放映された。「海編」「山編」の2パターンは、それぞれサイパン、十勝岳で撮影された。
- 5月1日、シングル「RIDE ON TIME」リリース。自らも出演したmaxellカセットテープのCMソングとして初のトップ10ヒットを記録。
- 5月21日、山下プロデュースによる、水口晴幸『BLACK or WHITE』リリース。COOLS ROCKABILLY CLUBから独立後、初のソロ・アルバム。
- 7月27日、『80's JAM OVER JAPAN』（西武球場）に出演。
- 8月2日、神奈川県の葉山マリーナ・エメラルドプールで『RIDE ON TIME CONCERT in HAYAMA』開催。この年の冷夏の影響を受け、寒さと豪雨という最悪のコンディションの中、約4時間決行されたため、山下にとって最も印象深いコンサートの一つになっている[37]。
- 9月17日、コンサート・ツアー『RIDE ON TIME CONCERT '80-'81』スタート。全38公演。
- 9月19日、アルバム『RIDE ON TIME』リリース。アルバム・チャート1位を記録、ソロ・デビュー4年目にしてブレイクを果たす。
- 10月21日、アルバム『RIDE ON TIME』の収録曲「MY SUGAR BABE」が日本テレビ系ドラマ『警視-K』主題歌に使用され、リカット・シングルとしてリリース。楽曲を気に入った番組プロデューサー兼主演の勝新太郎が山下に電話で直接交渉し、ほぼ強引に使用を決めた。後に行われた番組の制作発表会見では他の出演者と共に同席させられ、後日の芸能紙やスポーツ新聞には、会見で憮然とした表情の山下の写真が掲載された[注釈 13]。
- 12月5日、一人ア・カペラ・アルバム『ON THE STREET CORNER』を10万枚限定でリリース。一人多重録音のア・カペラによるドゥーワップ作品。これ以降、山下の一人ア・カペラはその認知度を増していく[31]。
- 12月31日、前年10月リリースのアルバム『MOONGLOW』が第22回日本レコード大賞のベストアルバム賞を受賞。担当スタッフの強い希望もあり授賞式に出席。壇上で表彰楯を受け取った(NHK-FM「今日は一日 山下達郎三昧」（2011年9月19日放送）より。

1981年
- 3月13日、コンサート・ツアー『PERFORMANCE '81』スタート。全27公演。
- 3月17日、初の自社スタジオ「スマイルガレージ」がオープン。港区芝浦にある倉庫（横浜倉庫株式会社芝浦事業所）を一部改装したもので、ガレージ・スタジオの草分け的存在。ただし、改修に時間がかかり、自身の作品では1986年のアルバム『POCKET MUSIC』レコーディングから使用開始。
- 9月7日、コンサート・ツアー『PERFORMANCE '81-'82』スタート。全17公演。

1982年
- 1月21日、アルバム『FOR YOU』リリース。オリコンチャートで1位、年間アルバムチャートでも2位となり、評価を確立[31]。
- 4月5日、シングル「あまく危険な香り」（TBS系金曜ドラマ『あまく危険な香り』主題歌）リリース。
- 4月6日、竹内まりやと結婚。竹内には楽曲提供だけでなく、同じRVC所属シンガーのレコーディングにコーラスとして揃って駆り出されるなど、関わる機会が多くなる中で懇意となり、既に結婚のおよそ2年前から山下のマンションで同棲生活を送っていた[39]。
- 4月10日、TBSラジオ『サウンズウィズコーク』レギュラー開始（1983年4月2日まで）。
- 6月21日、山下作詞、作・編曲、プロデュースによるフランク永井のシングル「WOMAN」リリース。
- 6月30日、松本隆作詞、山下作・編曲による近藤真彦の7枚目のシングル「ハイティーン・ブギ」リリース。カップリングの「Momoko」も松本作詞、山下作・編曲作品。近藤主演の同名映画の主題歌。近藤もディレクター小杉の担当するシンガーの一人であった。
- 7月21日、初のベスト・アルバム『GREATEST HITS! OF TATSURO YAMASHITA』リリース。RVC最後の作品。
- 秋、RVCとの契約を解消。小杉がRVCから独立、アルファレコードの村井邦彦とヤナセの梁瀬次郎の資金援助の下に設立したレコード会社、アルファ・ムーンに役員兼ミュージシャンとして移籍。
- 11月2日、コンサート・ツアー『Sparkling '82-'83』スタート。全18公演。

1983年
- 4月7日、NHK-FM『サウンド・ストリート』木曜日のレギュラー開始（1986年3月20日まで）。
- 4月23日、ムーン・レコード移籍第一弾シングル「高気圧ガール」（全日空沖縄イメージソング）リリース。
- 5月21日、山下プロデュースによる村田和人のアルバム『ひとかけらの夏』リリース。
- 6月8日、移籍後初のオリジナル・アルバム『MELODIES』リリース。作詞も自ら手掛けるようになる。
- 9月28日、シングル「スプリンクラー」リリース。同日、コンサート・ツアー『PERFORMANCE '83-'84』スタート。全38公演。
- 12月14日、シングル「クリスマス・イブ」を12インチの限定ピクチャー・ディスクでリリース。

1984年
- 4月、小杉が所属事務所社長に就任。これを受けて社名を「ワイルド・ハニー」から、それまで系列出版社名として使用していた「スマイルカンパニー」に変更。同時に出版社名を「スマイル音楽出版」とし、企業グループ名を「スマイルグループ」に統一する。社名の「スマイル」はビーチ・ボーイズ1967年の未発表アルバム『スマイル』から。これ以降ワイルド・ハニーの名称はオフィシャルファンクラブ設立後、通信販売CDのプライベート・レーベル名として使用されている。
- 5月、小杉が「スマイル音楽出版」の社長も兼務となり、スマイルグループ代表に就任。同時期、小杉の勧めでスマイル音楽出版とは別に、山下は自身の楽曲の著作権管理等を目的とした個人事務所「テンダベリーミュージック（Tenderberry Music）」を設立。竹内まりやも「有限会社ミュージック・ハーヴェスト」を設立、後に夫婦共同の事務所として「テンダベリー & ハーヴェスト」に改称。ただし「有限会社ミュージック・ハーヴェスト」は竹内の実家である島根県出雲市の旅館「竹野屋」内に事務所が置かれている[40]。名前はローラ・ニーロのアルバム『NEW YORK TENDABERRY』とニール・ヤングのアルバム『Harvest』から。
- 4月25日、竹内まりやのムーン・レコード移籍第一弾アルバム『VARIETY』リリース。81年の活動休止から2年半、竹内が結婚前から書き溜めていた曲を聴いた山下がアルバム化を提案、全曲竹内のオリジナル曲による初のアルバム。この復帰作で、アルバム・チャート1位を記録。以後、竹内の楽曲アレンジとプロデュースを手がける。
- 5月25日、シングル「THE THEME FROM BIG WAVE」（日本ヘラルド配給映画「ビッグウェイブ」テーマソング）リリース。
- 6月20日、アルバム『BIG WAVE』リリース。ビーチ・ボーイズのカバーを含む全曲英語詞による、同名映画のサウンドトラック。
- 12月10日、コンサート・ツアー『PERFORMANCE '84-'85』スタート。全30公演。
- この年、娘が誕生。

### 1980年代後半
1985年
- 3月25日、シングル「風の回廊（コリドー）」（ホンダ・クイント インテグラCFイメージソング）リリース。
- 9月16日、17日、渋谷ジァン・ジァンで行われた『矢野顕子ソロコンサート』にゲスト出演。
- 11月18日、シングル「土曜日の恋人」（フジテレビ系『オレたちひょうきん族』エンディング・テーマ曲）リリース。

1986年
- 4月23日、初の打ち込みによる楽曲制作とデジタル・レコーディング導入によるオリジナル・アルバム『POCKET MUSIC』リリース。
- 5月13日、コンサート・ツアー『PERFORMANCE '86』スタート。全36公演。
- 10月25日、1980年リリースのアルバム『ON THE STREET CORNER』を全曲リミックス、『ON THE STREET CORNER 1 ('86 VERSION)』としてリリース。
- 11月28日、1983年に12インチ・シングルとして限定リリースされた「クリスマス・イブ」を7インチEPとして再リリース。
- 12月10日、前作から6年ぶりの一人ア・カペラ・アルバム『ON THE STREET CORNER 2』リリース。

1987年
- 5月10日、シングル「踊ろよ、フィッシュ」（全日空沖縄キャンペーン・イメージソング）リリース。
- 8月12日、竹内まりやのアルバム『REQUEST』リリース。アルバム・チャート1位のほか、3年連続チャート・インを記録し、ミリオンセラーとなる。
- 10月10日、六本木PIT INNで開業10周年を記念して行われた村上秀一と日替わりメンバーによるライブ『ROPPONGI PIT INN 10th Anniversary PONTA WEEK SUPER SHOCK '87 PONTA SPECIAL SESSION』の第7日目にゲスト出演[41]。

1988年
- 4月21日、山下プロデュース作3曲を収録した鈴木雅之のセカンド・アルバム『Radio Days』リリース。
- 4月25日、シングル「GET BACK IN LOVE」（TBS系ドラマ『海岸物語 昔みたいに…』主題歌）リリース。
- 5月21日、作曲・プロデュースを手掛けたア・カペラ・グループ「14カラット・ソウル」のシングル「THE GIRL IN WHITE」リリース。後にアルバム『僕の中の少年』にてセルフ・カバー。
- 7月21日、鈴木雅之『Radio Days』からのリカット・シングル「Guilty」リリース。
- 10月19日、アルバム『僕の中の少年』リリース。
- 12月、JR東海のクリスマス・キャンペーンCMソングに「クリスマス・イブ」が使われヒット。以後、日本のクリスマス・ソングのスタンダード・ナンバーの一曲となる。
- 12月9日、コンサート・ツアー『PERFORMANCE '88-'89』スタート。全39公演。

1989年
- 3月10日、『僕の中の少年』からのリカット・シングル「新・東京ラプソディー」リリース。
- 9月25日、シングル「おやすみロージー -Angel Babyへのオマージュ-」リリース。
- 11月1日、80年代のホールツアーの記録を集大成したライブ・アルバム『JOY –TATSURO YAMASHITA LIVE–』リリース。
- 12月、「クリスマス・イブ」が、JR東海のクリスマスCMに再度使用される。
- 12月25日、「クリスマス・イブ」が、オリコン・シングルチャートでランクインから30週かけて1位を獲得。以後4週連続で1位を記録。

### 1990年代前半
1990年
- 4月1日、JFN系『プレミア3』毎月第1・3週目レギュラー開始（1992年1月26日まで）。
- 4月25日、シングル「Endless Game」（TBS系金曜ドラマ『誘惑』主題歌）リリース。
- 10月1日、TBS系テレビ『ビッグモーニング』のテーマ曲として「モーニング・シャイン」オンエア開始。曲は翌年のシングル「さよなら夏の日」のカップリング曲としてリリース。

1991年
- 5月10日、シングル「さよなら夏の日」（第一生命企業CMソング）リリース。
- 6月18日、アルバム『ARTISAN』リリース。
- 8月25日、『ARTISAN』からのリカット・シングル「ターナーの汽罐車 -Turner's Steamroller-」（NISSAN NEW SKYLINECMソング）リリース。
- 12月7日、コンサート・ツアー『PERFORMANCE '91-'92』スタート。全38公演。
- 12月31日、『ARTISAN』が第33回日本レコード大賞のアルバム大賞（ポップス・ロック部門）を受賞。受賞の際、本人の電話コメントとともに、ソロ・デビュー以降唯一、本人出演による「さよなら夏の日」のミュージック・ビデオが放映された。

1992年
- 2月25日、シングル「アトムの子」（キリンゴールデンビターCMソング）リリース。カップリングには「BLOW」（TBS系TV『アメリカズ カップ'92』テーマソング）を収録。
- 10月3日、JFN系『サタデー・ソングブック』（毎週土曜15:00-15:54）開始（1994年3月26日まで）。
- 10月22日、竹内まりやのアルバム『Quiet Life』リリース。オリコン・アルバムチャートで1位を記録。ミリオンセラーとなる。

1993年
- 6月8日、シングル「MAGIC TOUCH」（maxell CD-XL CMソング）リリース。なお、そのCMでは山下自身、歌っている顔をCG処理した形で出演。
- 6月14日、TBS系テレビ『ビッグモーニング』のテーマ曲として「鳴かないでHERON」オンエア開始。
- 10月25日、シングル「ジャングル・スウィング」（日産SKYLINEイメージ・ソング）リリース。
- 11月18日、一人ア・カペラとフル・オーケストラで構成されたクリスマス・シーズン向けの企画アルバム『SEASON'S GREETINGS』リリース。
- 12月、「クリスマス・イブ」が、TBCクリスマス編CMに使用される。
- 12月11日、TBSラジオの番組『赤坂ライブ』「150回記念スペシャル」としてTBSホールで開催された『山下達郎 〜クリスマスイブ・スペシャルミニライブ〜』に出演[42]。

1994年
- 1月25日、シングル「パレード」（フジテレビ系『ポンキッキーズ』エンディングテーマ）リリース。
- 4月3日、『サタデー・ソングブック』が『サンデー・ソングブック』として毎週日曜14:00〜に移行。
- 4月10日、シュガー・ベイブ『SONGS』をオリジナル・マスターで初CD化。オリコン・アルバムチャートで3位を記録。
- 4月26、27日・5月1、2日、ソロ・デビュー以前のレパートリーのみで構成されたコンサート『山下達郎 sings SUGAR BABE』を開催（中野サンプラザ）。
- 7月25日、竹内まりやのベスト・アルバム『Impressions』リリース。オリコン年間アルバムチャートで2位、300万枚以上の売り上げを記録。
- 湾岸地区の再開発による倉庫ビルの取り壊しが決まり、スマイルガレージが閉鎖。その後新たな自社スタジオがオープンするまで、デジタル・レコーディングに関して納得のいくスタジオ環境が確保できなかったことも活動が一時停滞した一因となった。この期間のことを自ら「空白の三年間」と語っている。
- 11月14日、NHKドラマ新銀河『赤ちゃんが来た』主題歌として「LAI-LA -邂逅-」オンエア開始。
- 12月、「クリスマス・イブ」が、TBCクリスマス編CMに再度使用される。

### 1990年代後半
1995年
- 1月、「SOUTHBOUND #9」が、日産スカイラインのCMに使用される。
- 11月1日、シングル「世界の果てまで」（読売テレビ・日本テレビ系連続ドラマ『ベストフレンド』主題歌）リリース。以後、このシングルから本格的にミュージック・ビデオが製作されるようになる。
- 11月13日、ムーン・レーベル移籍後初のベスト・アルバム『TREASURES』リリース。ミリオン・セラーとなる。
- 11月26日、『サンデー・ソングブック』3周年を記念したアコースティック・ミニライブを開催（東京・半蔵門 TOKYO FM ホール）。

1996年
- 港区六本木に新たな自社系列のスタジオ「プラネット・キングダム」がオープン。
- 2月10日、メリサ・マンチェスターとのデュエット・シングル「愛の灯〜STAND IN THE LIGHT」（フジテレビ系ミュージック・キャンペーン・ソング）リリース。
- 5月1日、シングル「DREAMING GIRL」（NHK連続テレビ小説『ひまわり』主題歌）リリース。
- 6月、「DONUTS SONG」が、ミスタードーナツのCMに使用される。
- 8月、「さよなら夏の日」が、NTT「Greeting Call」のCMに使用される。
- 10月、「蒼氓」がJACCSカードのCMに使用される。
- 11月17日、新宿日清パワーステーションで行われた『メル・テイラー追悼“ベンチャーズ・ナイト”』に、ドラマーとしてゲスト出演[43]。

1997年
- 6月4日、1982年リリースのベスト・アルバム『GREATEST HITS! OF TATSURO YAMASHITA』をボーナス・トラック付き、デジタルリマスター盤にて再リリース。1990年のCD化に際して内容が大幅に変更されたことを巡り、前所属先のBMGビクターとの訴訟問題にまで発展したが1995年に和解が成立。これを機に、山下自身の監修によるRCA ⁄ AIR時代のカタログのリマスター作業が始まる。
- 7月21日、松本隆作詞、山下作・編曲、プロデュースによるKinKi Kidsのデビュー・シングル「硝子の少年」リリース。初登場1位、シングルチャート100位以内に31週間ランクインされるロングヒットとなる。
- 12月、「ひととき」がJACCSカードのCMに採用される。

1998年
- 1月28日、シングル「ヘロン」（キリン ラガービールCFソング）リリース。
- 2月26日、九州朝日放送の元ディレクター岸川均の定年退職を記念して、2月26日〜3月1日の4日間にわたり福岡サンパレスで行われた『伝説ライブ』の初日“MIRACLE NIGHT”に出演（共演：スターダスト・レビュー、浜田省吾）[44]。『sings SUGAR BABE』から3年10か月ぶりにライブを行う。
- 4月22日、松本隆作詞、山下作曲によるKinKi Kids、3作目のシングル「ジェットコースター・ロマンス」リリース。アルバム・レコーディングで多忙のため、編曲は船山基紀が担当。山下は、自身のデモ・テープと全く違うアレンジにとても驚いたという。
- 4月29日、シングル「いつか晴れた日に」（TBS系ドラマ『先生知らないの?』主題歌）リリース。
- 8月26日、前作から7年ぶりとなるオリジナル・アルバム『COZY』リリース。オリジナル・アルバムとしては初のミリオンセラーとなる。
- 10月8日、コンサート・ツアー『PERFORMANCE '98-'99』スタート。全48公演。
- 10月25日、アルバム『COZY』2枚組アナログLP盤リリース。
- 12月28日、松本隆作詞、山下作・編曲、プロデュースによるKinKi Kids、5作目のシングル「Happy Happy Greeting」リリース。

1999年
- 7月14日、「アトムの子」がフジテレビ系『サタ☆スマ』テーマソングに使用されたのを受け、品番改定の上リニューアル・シングル・カット。8センチCDとしては最後のリリース。
- 11月10日、シングル「LOVE CAN GO THE DISTANCE」（NTTコミュニケーションズ TV-CMソング）リリース。『ON THE STREET CORNER 3』からの先行シングルとなる、オン・スト・シリーズ初のオリジナル曲。
- 11月25日、前作から13年ぶりとなる、一人ア・カペラ・アルバム『ON THE STREET CORNER 3』リリース。タワーレコード渋谷店にてインストア・ストリート・ライヴを行う。
- 11月27日、銀座山野楽器イベントスペース“JamSpot”にてインストア・ストリート・ライヴを行う。
- 12月、「クリスマス・イブ」が、ケンタッキー・フライド・チキン・クリスマス・キャンペーンのCMに使用される。

### 2000年代前半
2000年
- 1月26日、1980年リリースの『ON THE STREET CORNER 1』と、1986年リリースの『ON THE STREET CORNER 2』に、ボーナス・トラックをそれぞれ2曲追加、デジタルリマスター盤にて再リリース。
- 1月30日、新星堂主催によるインストア・ストリート・ライブを高田馬場ESPホールで行う。
- 7月12日、シングル「JUVENILEのテーマ〜瞳の中のRAINBOW〜」（映画『ジュブナイル』主題歌）リリース。
- 7月11、12、31日、日本武道館と大阪城ホールで開催された『TOKYO FM & FM OSAKA開局30周年記念イベント』（共演：canna、SING LIKE TALKING）に出演した竹内まりやのバンド・マスター（ギター、コーラス、パーカッション、キーボード）として参加、アンコールでは夫婦でのデュエットも披露した。
- 11月22日、竹内まりや18年7か月ぶりのライヴを収録した初のライブ・アルバム『SOUVENIR』リリース。
- 同日、「クリスマス・イブ」をマキシ・シングルでリリース。英語版と、初CD化となるオリジナル・カラオケを収録。8年ぶりに復活したJR東海「クリスマス・エクスプレス2000」のキャンペーンCMソングとして使用される。

2001年
- 4月、「SO MUCH IN LOVE」がアサヒ スーパーモルトのCMに使用される。
- 6月27日、シングル「君の声に恋してる」（NTTコミュニケーションズ CMソング）リリース。
- 8月22日、竹内まりやの前作から9年ぶりとなるオリジナル・アルバムアルバム『Bon Appetit!』リリース。オリコン・アルバムチャートで1位を記録。ミリオンセラーとなる。
- 11月21日、渋谷ON AIR EASTで行われた『難波弘之プロ・デビュー25周年記念ライブ "Thanks to Singers"』にゲスト出演[45]。
- この年、小田和正がホストを務めるTBSの特別番組「クリスマスの約束」への出演依頼が来るも、テレビ出演の少なさなどの理由から出演辞退をする。小田には手紙でその旨を伝えた。番組内で小田は「こういう手紙はもうとっても、主役に近いものだと思う。時を超えて、達郎がこの歌を歌ってくれるのは感無量だった、っていう。(中略)だからこの手紙は、番組に出てくれたのと同じくらいの価値がある」とコメントし、「クリスマス・イブ」をカバー、演奏した。

2002年
- 1月23日、「LOVELAND, ISLAND」がフジテレビ系ドラマ『ロング・ラブレター〜漂流教室〜』の主題歌に採用、RCA ⁄ AIR時代の旧譜カタログ再発のプロモートも兼ねてシングル・カット。カップリングには同じく『FOR YOU』から「YOUR EYES」を収録。
- 2月14日、BMG JAPANよりRCA ⁄ AIR時代のアルバム7タイトルが初の本人監修によるデジタルリマスター、ボーナス・トラック付きで再発。同月25日付のオリコンアルバムチャートでは7タイトルすべてがトップ30以内にランクイン、発売から2年を経過したアルバムが対象のカタログチャートでは2位から8位を独占した。
- 3月2日、RCA ⁄ AIR時代のアルバム・リイシューにあわせ、この時代の曲のみで構成されたコンサート・ツアー『PERFORMANCE 2002 RCA ⁄ AIR YEARS SPECIAL』スタート。全33公演。追加公演の5月25、26日には初の沖縄公演を実施。
- 10月30日、アルバム未収録のシングルや未発表音源をまとめたベスト・アルバム『RARITIES』リリース。
- カルピスウォーター、スズキ・エスクードのCMソングを手がける。[注釈 14]

2003年
- 2月19日、「RIDE ON TIME」が、TBS系日曜劇場『GOOD LUCK!!』主題歌に使用され、デジタルリマスター盤として再度シングル・カット。カップリングには「あまく危険な香り」を収録。
- 6月11日、シングル「2000トンの雨 ⁄ フェニックス」リリース。「2000トンの雨」は松竹映画『恋愛寫眞 Collage of Our life』主題歌で、1978年のアルバム『GO AHEAD!』収録曲の“2003 NEW VOCAL MIX”。カップリングの「フェニックス」は、NHK総合テレビ「地球だい好き 環境新時代」のテーマソング。

2004年
- 8月4日、シングル「忘れないで」（NHKアニメ劇場『アガサ・クリスティーの名探偵ポワロとマープル』エンディングテーマ曲）リリース。カップリングには同番組のオープニングテーマ曲「ラッキー・ガールに花束を」を収録。

### 2000年代後半
2005年
- 1月19日、シングル「FOREVER MINE」（東宝映画『東京タワー』主題歌）リリース。カップリングには「MIDAS TOUCH」（フジテレビ系『金曜エンタテイメント』オープニングテーマ）を収録。
- 4月27日、シングル「太陽のえくぼ」（フジテレビ系『めざましテレビ』テーマソング）リリース。
- 9月14日、レコーディングにPro Toolsを導入した7年ぶりのオリジナル・アルバム『SONORITE』リリース。
- 10月11日、竹内まりや作詞、山下作曲によるタイトル曲収録の森光子「月夜のタンゴ」（舞台『ツキコの月 そして、タンゴ』主題歌）リリース。森にとって10年ぶりの新曲となったが、10月17日付のオリコンチャートで初登場45位でチャートイン。歌手デビュー64年で初のチャートインは史上最長期間記録。85歳5か月での初登場トップ50入りも最年長記録で、ダブルの快挙となった[注釈 15]。
- 10月26日、アルバム『SONORITE』からのリカット・シングル「白いアンブレラ ⁄ ラッキー・ガールに花束を」（HONDA LIFE CMソング / HONDA LIFE DIVA CMソング）リリース。
- 12月7日、シュガー・ベイブ『SONGS』が大瀧詠一自らのリマスタリングの下、新たなボーナス・トラックを加えた30周年記念盤『SONGS -30th Anniversary Edition-』としてリリース。
- 12月、「クリスマス・イブ」がオリコンシングルチャートに20年連続ランクインを達成[46]。
- 日本民間放送連盟 「CMのCMキャンペーン」のCMソングを手がける。[注釈 16]

2006年
- 3月21日、山下・伊藤銀次・大滝詠一によるオムニバス・アルバム『NIAGARA TRIANGLE Vol.1』の30周年記念盤が大瀧自身のリマスタリングで『NIAGARA TRIANGLE Vol.1 -30th Anniversary Edition-』としてリリース。

2007年
- 4月6日、銀婚式を桑田佳祐・原由子夫妻と合同で行う[47]。
- 5月23日、山下との共同プロデュースによる竹内まりやのアルバム『Denim』リリース。

2008年
- 3月12日、シングル「ずっと一緒さ」（フジテレビ系ドラマ『薔薇のない花屋』主題歌）リリース。カップリングには「バラ色の人生〜ラヴィアンローズ」（TBS系『ブロードキャスター』テーマソング）と「ANGEL OF THE LIGHT」（Nikon 企業CMソング）を収録。
- 5月5、6日に東京・浜離宮朝日ホール、10日に大阪厚生年金会館芸術ホールで、「ずっと一緒さ」封入ハガキ当選者と「サンデー・ソングブック」リスナー当選者を対象に、同曲の発売記念と「サンデー・ソングブック」800回記念を兼ねた『TATSURO YAMASHITA ACOUSTIC MINI LIVE』を開催[48]。
- 10月1日、山下との共同プロデュースによる竹内まりやのオールタイム・ベスト・アルバム『Expressions』リリース。
- 10月30日、渋谷CLUB QUATTROで行われた『センチメンタル・シティ・ロマンス35周年記念LIVE』で、シークレット・ゲストである竹内まりやのサポート・ギタリストとして出演。竹内が歌う「人生の扉」のバックを務めた。
- 12月5日、6年ぶり（通常のツアーとしては10年ぶり）のコンサート・ツアー『PERFORMANCE 2008-2009』スタート。全50公演。活動のスタンスをライブ活動中心に戻すべくバンド・メンバーを再編。このツアーでは、同年末で建て替えのために閉鎖される大阪フェスティバルホールにて、ポップス歌手では最後のライブを行った[注釈 17]。

2009年
- 3月21日、1980年にリリースされたアルバム『TATSURO YAMASHITA FROM NIAGARA』がタイトルを『TATSURO FROM NIAGARA』と改め、ナイアガラ公認盤としてリリース。
- 8月19日、シングル「僕らの夏の夢」（劇場版アニメーション『サマーウォーズ』主題歌）リリース。カップリングには「ミューズ」（TBS系テレビ全国ネット『総力報道!THE NEWS』テーマ曲）を収録。
- 11月27日、文京シビックホールで行われた服部克久デビュー50周年記念アルバム『服部克久』『服部克久の世界 〜works』発売記念コンサート、『服部克久 THE CONCERT 〜50th Anniversary〜』にシークレット・ゲストとして出演。オーケストラをバックに「煙が目にしみる」、「FOREVER MINE」、「クリスマス・イブ」の3曲を披露。
- 12月25日、銀座王子ホールで行われた、“ギンザめざましクラシックス Vol.50 〜銀座4丁目の奇跡 '09 50回目の夜に何かが起こる〜”にシークレット・ゲストとして出演。「煙が目にしみる」、「ベラ・ノッテ」、「ハヴ・ユアセルフ・ア・メリー・リトル・クリスマス」、「クリスマス・イブ」の4曲を披露、アンコールでは司会の軽部真一、高嶋ちさ子、当日の出演者とともに「ホワイト・クリスマス」を歌唱。

### 2010年代前半
2010年
- 4月14日、シングル「希望という名の光」（映画『てぃだかんかん〜海とサンゴと小さな奇跡〜』主題歌）リリース。カップリングには「Happy Gathering Day」（ケンタッキー40周年記念テーマソング）を収録。
- 4月25日、シュガー・ベイブとしてアルバム『SONGS』リリースでの公式デビューから35周年を迎える。
- 6月2日、シングル「街物語（まちものがたり）」（TBS系ドラマ 日曜劇場『新参者』主題歌）リリース。
- 8月6日、コンサート・ツアー『PERFORMANCE 2010』スタート。全39公演。
- 8月14日、『RISING SUN ROCK FESTIVAL 2010 in EZO』（石狩湾新港樽川埠頭横野外特設ステージ）に出演。野外ライブへの参加としては29年ぶり。
- 10月30、31日、日本武道館で行われた、ワーナーミュージック・ジャパン創立40周年イベント『WARNER MUSIC JAPAN 40th. Anniversary 〜100年 MUSIC FESTIVAL〜』に出演。1日目はシークレット・ゲストとして竹内まりやと登場し、夫婦でデュエットを披露。2日目には自身の曲（「SPARKLE」、「希望という名の光」）を武道館のステージで初めて歌う[49]。
- 12月3、4、21、22日、日本武道館と大阪城ホールで行われた、竹内まりやの10年ぶりのライブ「TOKYO FM・FM OSAKA開局40周年記念スペシャル『Souvenir again』竹内まりや LIVE 2010[50]」にバンド・マスターとして再び参加。
- 12月、「クリスマス・イブ」がオリコンシングルチャートに25年連続ランクインを達成[51]。

2011年
- 3月9日、シングル「愛してるって言えなくたって」（TBS系ドラマ 日曜劇場『冬のサクラ』主題歌）リリース。
- 8月10日、6年ぶりのオリジナル・アルバム『Ray Of Hope』リリース。8月22日付のオリコン・アルバムチャートで8年9か月ぶりに初登場1位を獲得。松任谷由実、徳永英明、桑田佳祐に次いで史上4人目となる、80、90、00、10年代と4年代連続での同ランキング首位を獲得[52]。
- 8月23、25、29、31日と9月4、6日の6日間の日程で、デビュー36周年にして初の試みとして、『Ray Of Hope』購入者のうち、シリアルナンバー当選者を対象にしたシアターイベントを全国6か所のシネコンで開催。同アルバム初回限定版に同梱されているボーナスディスク『JOY1.5』収録のライブ音源の映像ソースを編集した作品『JOY1.5 - THE MOVIE』が上映された[53][注釈 18]。
- 11月2日、アルバム『Ray Of Hope』2枚組アナログLP盤リリース。
- 11月6日、コンサート・ツアー『PERFORMANCE 2011-2012』スタート。全64公演。
- 12月、「クリスマス・イブ」が、モバゲーのクリスマスCMに使用される。オリコンチャートトップ100入りを記録、連続記録を26年に更新。
- 12月11日、『サンデー・ソングブック』が放送1000回を迎える[54]。

2012年
- 4月6日、結婚30周年（真珠婚）を迎える。
- 6月22日、3月11日放送の『サンデー・ソングブック』“東日本大震災1周年 追悼と復興祈念のプログラム”が、『第38回 放送文化基金賞』（主催：公益財団法人 放送文化基金）にて、「ラジオ番組 優秀賞」（番組部門）と「出演者賞」（番組部門 個別分野）の2部門を受賞[55]。贈呈式には山下の代理としてスマイルカンパニー社長小杉理宇造が出席し、本人のメッセージを代読。この中で出演者賞の賞金（10万円）を震災復興支援のため全額、日本赤十字社へ寄付することが併せて発表された[56]。
- 8月25日、全国13か所のティ・ジョイ系シネコンで、ライブ映像による初のシアター・ライヴ『PERFORMANCE 1984-2012』（制作：ワーナーミュージック・ジャパン / スマイルカンパニー、配給：東映）を9月1日までの1週間限定で開催。ミニシアターランキング（興行通信社発表）で興行成績1位を獲得するなど予想を越える大ヒットとなり、9月2日まで開催が延長されたほか、9月15日からは渋谷TOEIで1週間の追加上映が行われた[57]。
- 9月2日、2年ぶりの野外フェス参加となる『SWEET LOVE SHOWER 2012』（山梨県・山中湖交流プラザきらら）に出演。ステージ中盤には竹内まりやがサプライズ・ゲストとして登場、2曲を披露した[58]。
- 9月26日、シュガー・ベイブ「DOWN TOWN」から新作「愛を教えて」（テレビ朝日系木曜ドラマ『遺留捜査』主題歌）まで、レーベルを超えて選曲された初のオールタイム・ベスト『OPUS 〜ALL TIME BEST 1975-2012〜』リリース。
- 10月6日、シアター・ライヴ『PERFORMANCE 1984-2012』の好評を受けて、TOHOシネマズ系、109シネマズ系を含む全国19か所のシネコンで再映（10月12日まで）。
- 10月7日、『サンデー・ソングブック』が放送20周年を迎える。
- 11月20日、『OPUS』通常盤にクリスマス・デザインの三方背ボックスで包装した、クリスマス期間限定パッケージが販売開始（12月25日まで）。
- 12月11日、2003年リマスター盤シングルをクリスマス特別ボックス包装した、シングル「クリスマス・イブ」のクリスマス期間限定パッケージが販売開始（12月25日まで）。

2013年
- 5月3、4日、大阪・フェスティバルホール主催の新装オープン記念ライヴ『山下達郎 LIVE at Festival Hall』開催。
- 8月27日、コンサート・ツアー『PERFORMANCE 2013』スタート。全49公演。
- 8月28日、『MELODIES 30th Anniversary Edition』と『SEASON'S GREETINGS 20th Anniversary Edition』リリース。2013年リマスター、ボーナス・トラック収録。
- 10月9日、シングル「光と君へのレクイエム」（映画『陽だまりの彼女』[59] 主題歌）リリース[60]。カップリングには「コンポジション」（NHKドラマ10『第二楽章』[61] 主題歌）を収録。
- 11月20日、『MELODIES 30th Anniversary Edition』と『SEASON'S GREETINGS 20th Anniversary Edition』のアナログ盤、「クリスマス・イブ 30th Anniversary Edition」リリース[注釈 19]。
- 12月2日、同日付のオリコン週間シングルランキングで「クリスマス・イブ 30th Anniversary Edition」が初登場10位を獲得。同曲のトップ10入りは、2001年1月以来12年11か月ぶり。1980年代から2010年代までの4年代でのトップ10入りは史上初[62]。
- 12月31日、前日急死した大瀧詠一への追悼コメントを自身のオフィシャルサイトで発表[63]。

2014年
- 7月23日、『BIG WAVE 30th Anniversary Edition』リリース。2014年リマスター、ボーナス・トラック収録。
- 7月25日、コンサート・ツアー『Maniac Tour 〜PERFORMANCE 2014〜』スタート。全29公演。
- 8月16日、『RISING SUN ROCK FESTIVAL 2014 in EZO』（石狩湾新港樽川ふ頭横野外特設ステージ）に4年ぶり2度目の出演[64]。
- 8月20日、『BIG WAVE 30th Anniversary Edition』アナログ盤リリース。
- 8月30日、『SWEET LOVE SHOWER 2014』（山梨県・山中湖交流プラザきらら）に出演[65][66]。
- 9月10日、山下との共同プロデュースによる竹内まりやのアルバム『TRAD』リリース。
- 10月10日、名古屋市のライブハウス、ボトムラインにて『山下達郎 LIVE at THE BOTTOM LINE』開催[67]。
- 11月19日、「クリスマス・イブ」が主題歌として使用される映画『MIRACLEデビクロくんの恋と魔法』劇中歌、竹内まりや「ザ・クリスマス・ソング」と、「ハヴ・ユアセルフ・ア・メリー・リトル・クリスマス」のメドレーを追加収録したシングル「クリスマス・イブ」2014年限定バージョンを発売。
- 11月22日、音楽監修を務めた映画『MIRACLE デビクロくんの恋と魔法』[68][注釈 20] 公開[69]。同日、竹内まりや33年ぶりの全国ツアー『SOUVENIR 2014』スタート（全6会場9公演）。バンド・マスターとして参加。
- 11月、「踊ろよ、フィッシュ」がSUBARU インプレッサSPORTのCMに使用される[70]。

### 2010年代後半
2015年
- 3月12日、平成26年度（第65回）芸術選奨文部科学大臣賞（大衆芸能部門）受賞。2014年のコンサート・ツアー『Maniac Tour 〜PERFORMANCE 2014〜』にてこれまであまり演奏してこなかった楽曲を中心に披露し、個性的な歌唱力や音楽性をさらに高めていることなどが評価された[71][72]。
- 4月25日、音楽活動40周年を迎える。同日、テレビ朝日系ドラマ・木曜ミステリー『京都人情捜査ファイル』主題歌「マイ・ガーディアン・エンジェル（ドラマサイズ ver.）」[注釈 21]の着うたフル配信スタート。
- 8月5日、シュガー・ベイブ『SONGS -40th Anniversary Ultimate Edition-』発売。オリジナル・トラックの2015年リマスター音源+ボーナス・トラックのディスク1と、オリジナル・トラックの2015年リミックス音源+ボーナス・トラックのディスク2による2枚組仕様。ディスク1相当の2枚組アナログ盤も同時リリース。
- 10月9日、コンサート・ツアー『PERFORMANCE 2015-2016』スタート。全国35都市64公演。
- 10月10日、デビュー40周年を記念したオフィシャル・バンドスコア『山下達郎/40th Anniversary Score Book Vol.1/Vol.2』（ドレミ楽譜出版社）発売。
- 11月、「高気圧ガール」がSUBARU インプレッサSPORTのCMに使用される。
- 12月、「クリスマス・イブ」がオリコン週間シングルランキングで、30年連続ランクインを達成[73]。

2016年
- 2月24日、竹内作詞、山下作・編曲による、嵐48作目のシングル「復活LOVE」リリース[74]。同日、シュガー・ベイブ『SONGS -40th Anniversary Ultimate Edition-』のDisc2「2015 Remix」収録のオリジナル『SONGS』楽曲を、「ハイレゾリューション・オーディオ音源」にて配信開始[75]。
- 3月24日、『PERFORMANCE 2015-2016』NHKホール公演にて「クリスマス・イブ」が、1986年から30年連続で日本の週間シングルランキング（TOP100）に入ったとして、同日付でギネス世界記録に認定されたことを発表[76]。
- 4月17日、神奈川県横浜市関内ホールにて、『PERFORMANCE 2015-2016』神奈川県民ホール公演分チケット販売事故対象者公演を実施[77]。
- 4月20日、『PERFORMANCE 2015-2016』岩手県民会館大ホール公演、12月25日分の振替公演を同会場にて実施[78]。同日、山下と竹内によるデュエット・ナンバー「Let It Be Me」（フジテレビ系木曜22時ドラマ『早子先生、結婚するって本当ですか?』劇中歌）の配信スタート[79]。
- 9月14日、シングル「CHEER UP! THE SUMMER」（フジテレビ系木曜22時ドラマ『営業部長　吉良奈津子』主題歌）リリース[80]。
- 9月10日、東京・EX THEATER ROPPONGIで開催された難波弘之デビュー40周年記念ライブ・イベント『難波弘之 鍵盤生活40周年記念ライブ 〜一生鍵命〜』にサプライズ・ゲストとして登場。洋楽カバー8曲を歌った[81]。
- 10月3、4日、東京・新宿LOFTのオープン40周年記念ライブイベント『SHINJUKU LOFT 40TH ANNIVERSARY「40YEARSx40LIVES」』にてアコースティック・ライブを開催[82]。
- 12月8日、この日発売されたPlayStation 4用ゲームソフト「龍が如く6 命の詩。」に楽曲を提供[83]。

2017年
- 3月18日、コンサート・ツアー『PERFORMANCE 2017』スタート。全国25都市49公演[84]。
- 6月、小杉理宇造がスマイルカンパニーおよびスマイル音楽出版代表取締役社長を退任。後任のスマイルカンパニー代表取締役社長にはワーナーミュージック・ジャパン元・宣伝部長を務めた黒岩利之、スマイル音楽出版代表取締役社長には小杉理宇造の実子で、「Shusui」として作・編曲家、音楽プロデューサーとしても活動実績のある小杉周水がそれぞれ就任。
- 8月2日、『COME ALONG 3』リリース。33年ぶりの続編となる「COME ALONG」シリーズの第3弾[85]。『COME ALONG』『COME ALONG 2』も2017年最新リマスタリング音源で同時発売[86]。
- 9月13日、シングル「REBORN」（映画『ナミヤ雑貨店の奇蹟』主題歌）リリース[87]。
- 9月17日、『氣志團万博2017 〜房総与太郎爆音マシマシ、ロックンロールチョモランマ〜』（千葉・袖ケ浦海浜公園）に出演[88]。
- 11月28日、『山下達郎のサンデー・ソングブック』放送開始25周年を記念したスペシャルライブ「山下達郎のサンデー・ソングブック25th Anniversaryアコースティック・ライブ&トークショー」開催（東京・半蔵門 TOKYO FM ホール）[89]。

2018年
- 6月23日、コンサート・ツアー『PERFORMANCE 2018』スタート。全国24都市49公演。
- 7月11日、シングル「ミライのテーマ/うたのきしゃ」（アニメーション映画『未来のミライ』主題歌&オープニングテーマ）リリース。

2019年
- 11月27日、シングル「RECIPE (レシピ)」（TBS系ドラマ 日曜劇場『グランメゾン★東京』主題歌）リリース。
- 12月11日、「クリスマス・イブ」の2019年バージョンが、期間限定商品として発売される[90]。

### 2020年代前半
2020年
- 11月25日、アルバム『POCKET MUSIC』『僕の中の少年』のリマスター盤を『POCKET MUSIC (2020 Remaster)』『僕の中の少年 (2020 Remaster)』として同時発売（2枚組アナログ盤も同時発売）。
- 12月、オリコン週間シングルランキングで「クリスマス・イブ」が15位にランクインし、35年連続ランクインを達成[91]。

2021年
- 8月18日、アルバム『ARTISAN』発売から30周年を迎えた2021年、リマスター盤を『ARTISAN -30th Anniversary Edition-』として発売（アナログ盤も初めて同時発売）。
- 12月15日、「クリスマス・イブ」の2021年バージョンが、期間限定商品として発売される[92]。

2022年
- 1月、2021年末をもって黒岩利之がスマイルカンパニー代表取締役社長を退任。後任には小杉周水が就き、スマイル音楽出版社長と兼任、スマイルグループ代表となる。
- 1月19日、山下の書き下ろし3曲を含む木村拓哉のセカンド・アルバム『Next Destination』リリース[93]。
- 4月6日、結婚40周年（ルビー婚）を迎える。
- 6月11日、ホール・ツアーとしては3年ぶりとなるコンサート・ツアー『PERFORMANCE 2022』スタート。全国24都市47公演（予定）[94]。
- 6月22日、2011年8月にリリースされた『Ray Of Hope』以来実に11年ぶりとなるオリジナル・アルバム『SOFTLY』リリース。2021年12月にレギュラーラジオ番組『サンデー・ソングブック』の1500回記念として行われたアコースティックライブから7曲の音源を収めた“プレミアムCD”付きの初回盤、および通常盤の2仕様でリリースされるほか、2枚組アナログ盤、カセット・テープも同時リリース[95]。
- 7月21日、新型コロナウイルスに感染したことを自身の公式サイトで発表。『PERFORMANCE 2022』のうち7月23日、24日に開催予定だった札幌公演[96][97]と、7月29日の盛岡公演、7月31日のいわき公演を開催見送りとした[98][99]。ただし、レギュラーの『サンデー・ソングブック』についてはライブツアー開催期間中に伴う事前収録分をそのまま放送し、代役を立てずに済んでいる。

2023年
- 1月6日、1976年から1982年のRCA/AIR YEARSに発売されたアナログ盤とカセット、全8アイテムに最新リマスターを施した「TATSURO YAMASHITA RCA/AIR YEARS Vinyl Collection」が5月から5カ月連続でのリリースが決定。アナログ盤とカセットの同時発売で、アナログ盤はすべて180g重量盤。5月3日に6thアルバム『FOR YOU』、6月7日に5thアルバム『RIDE ON TIME』、7月5日に4thアルバム『MOONGLOW』と3rdアルバム『GO AHEAD!』、8月2日に2ndアルバム『SPACY』とソロデビュー・アルバム『CIRCUS TOWN』、9月6日にライブ・アルバム『IT'S A POPPIN' TIME』とベスト・アルバム『GREATEST HITS! OF TATSURO YAMASHITA』が発売される[100]。

## ディスコグラフィ
スタジオ・アルバム
| - CIRCUS TOWN（1976年） - SPACY（1977年） - GO AHEAD!（1978年） - MOONGLOW（1979年） - RIDE ON TIME（1980年） - ON THE STREET CORNER（1980年）※アカペラ・アルバム - FOR YOU（1982年） - MELODIES（1983年） - BIG WAVE（1984年）※サウンドトラック - POCKET MUSIC（1986年） | - ON THE STREET CORNER 2（1986年）※アカペラ・アルバム - 僕の中の少年（1988年） - ARTISAN（1991年） - SEASON'S GREETINGS（1993年）※アカペラ+フル・オーケストラ・アルバム - COZY（1998年） - ON THE STREET CORNER 3（1999年）※アカペラ・アルバム - SONORITE（2005年） - Ray Of Hope（2011年） - SOFTLY（2022年） |

## ミュージック・ビデオ
一部の作品には山下本人も出演しているが、顔は出していない。
- 世界の果てまで
- DREAMING GIRL
  - さとう珠緒が出演。山下は冒頭の声、映像に重なるシルエット、および、ギターを演奏する姿（首から下）がオーバーラップする形で登場。
- ヘロン
  - 砂浜で全身青いペイントを施したダンサーが踊る映像の途中、長髪でギターを抱えた男性の後ろ姿のカットがインサートされる（山下本人ではなく、別人によるイメージカット）。
- いつか晴れた日に
- JUVENILEのテーマ〜瞳の中のRAINBOW
- 君の声に恋してる
- LOVELAND, ISLAND
  - 東山紀之と宮内佳奈子が出演。
- LOVE GOES ON <その瞳は女神 (Goddess)>
  - ベスト・アルバム『RARITIES』のリード楽曲として制作。ジャケット画像や、モチーフとなった玩具のオブジェが次々と映し出される。
- RIDE ON TIME
- FOREVER MINE
  - 嶋田久作とモデルの高津飛鳥の出演によるドラマ仕立ての作品。監督は丹下紘希。「MVA06」で「BEST STORY VIDEO」部門にノミネート。
- 太陽のえくぼ
  - 『めざましテレビ』でオンエアされたイメージ映像を山下が気に入り、趣向を少し変えイメージ映像と同じ監督によりアニメ調で制作。
- シンクロニシティ（素敵な偶然）⁄ 竹内まりや
  - センチメンタル・シティ・ロマンス（告井延隆、細井豊、中野督夫）、野口明彦（ds）、伊藤広規（B）と共にアコースティック・ギターを弾く演奏者の一人として出演。
- 僕らの夏の夢
  - 主題歌となったアニメーション映画『サマーウォーズ』のイメージに沿った、アニメ調のプロモーション・ビデオ。
- 希望という名の光
  - 主題歌となった映画『てぃだかんかん〜海とサンゴと小さな奇跡〜』主演の岡村隆史が出演。
- 街物語（まちものがたり）
  - 初音映莉子が出演。主題歌となったテレビドラマ『日曜劇場 新参者』（TBS）の舞台となった日本橋界隈の街並みが映し出される。
- 光と君へのレクイエム
  - 主題歌となった映画『陽だまりの彼女』のスピンオフ作品として、主人公の奥田浩介（松本潤）と渡来真緒（上野樹里）の中学生時代の“ある夏の日の想い出”をコンセプトに、同映画を手掛けた三木孝浩が監督を務めた。キャストは同映画で主人公の中学生時代を演じた北村匠海、葵わかなの2人で撮影された。MVには新たに撮ったシーンと映画のシーンをクロスオーバーさせた3パターンがある[101]。
- CHEER UP! THE SUMMER
  - 試合に負けた野球部の主将と、彼を応援し続けたチアリーディング部リーダーの物語を描いた作品。阿部純子がチアリーダー役で出演[102]。
- REBORN [103][104]
  - 映画『ナミヤ雑貨店の奇蹟』を監督した廣木隆一が撮影。亡くなった父親との思い出を噛みしめながら、父親への感謝を胸に前向きに生きようとする女性役に門脇麦が出演[105]。
- ミライのテーマ
  - 山下をモチーフに漫画家とり・みきが製作したキャラクター「タツローくん」をメインにした3Dアニメーション作品。この作品のみ、2018年7月11日よりiTunes Store、およびApple Musicにて限定先行配信がスタート。その後、iTunes Storeにて販売されており、山下のMVで唯一購入可能な作品となっている[106]。
- RECIPE (レシピ)[107]
  - CG化された「タツローくん」がジャケットから飛び出し、ムーンウォークやロボットダンスを彷彿とさせるコミカルなダンスを披露し、さらに山下が実際にレコーディングを行ったスタジオやコンサートを開催したLINE CUBE SHIBUYAなどを駆け巡る。これら実写の映像は、すべて「iPhone 11 Pro」で撮影された[108]。
- 蒼氓〜踊ろよ、フィッシュ
  - 『僕の中の少年 (2020 Remaster)』リリースを記念して制作、発売日の2020年11月25日 20:00にYouTubeでプレミア公開された。モリカツが監督を担当し、緊急事態宣言中の4月から5月にかけて無人の東京各地を撮影し、この映像が「蒼氓」のMVに使用された。一方、1987年に全日空沖縄のキャンペーン・ソングとして制作された「踊ろよ、フィッシュ」のMVでは、このキャンペーンのCMに出演した石田ゆり子とのコラボレーションが33年ぶりに実現。新たに制作されたMVは東京の新木場にある商業施設・CASICAが舞台となっており、撮影には石田の愛犬である雪も参加した[109]。
- さよなら夏の日
- LOVE’S ON FIRE
- SPARKLE
- Sync Of Summer
  - 今作のMVは北野篤が企画、今原電気が監督を務めた。MVのテーマは「海辺で思い返す、あの夏」。撮影は神奈川県鎌倉市の七里ガ浜で行われた[110]。

## ラジオ

### レギュラー
- 山下達郎のサンデー・ソングブック（TOKYO FM、毎週日曜14時 - 14時55分）
  - 『サタデー・ソングブック』（1992年10月3日-1994年3月26日、毎週土曜15時 - 15時55分）として放送開始。1994年4月3日放送分より現在の放送枠へ移動し、『サンデー・ソングブック』として再スタート。山下が自身の個人コレクション音源を使って放送しているオールディーズ専門番組。「カルトな番組」「オタクな番組」と自ら公言するものの、2021年7月に放送1,500回、2022年10月には放送30周年を迎え、TOKYO FMの中でも長寿番組となっている。オールディーズ中心ではあるが、自身や竹内まりやの曲、日本のポップス、歌謡曲なども放送される。通常のリクエストに加え、シンガーやミュージシャン、ソングライターの特集（バリー・マン & シンシア・ワイル、リーバー & ストーラー、キャロル・キング & ジェリー・ゴフィンなど）が不定期に組まれる。
  - 8月と12月の第3、4週（例外あり）に竹内まりやを迎えての「納涼夫婦放談」「年忘れ夫婦放談」、1月の第1、2週の「新春放談」以外はゲストを呼ばず、山下1人で番組進行を行っている。
    - ただし、2019年7月14日の放送は山下が気管支炎を患い番組に出演できなくなったため、音楽評論家の宮治淳一が代演を務めた。その流れで翌7月21日・28日にもゲストとして出演している。

  - 「新春放談」は2011年まで大瀧詠一をゲストに迎えて放送していたが、2012年放送分は休止となり、同年12月23日、自身のオフィシャル・サイトで正式に終了が発表された。その後、2020年からは先述の宮治淳一をゲストに迎えて「新春放談」を再開させた。
  - オープニング曲の「ONLY WITH YOU」は、アルバム『BIG WAVE』収録曲のインスト・ヴァージョン。元々は『サウンドストリート』のテーマ曲として使われ、その後『サタデー・ソングブック』時代を含めて継続使用されている。

#### 過去
- 山下達郎のオールナイトニッポン（ニッポン放送、1976年1月8日 - 3月25日、毎週木曜3時 - 5時、4月6日 - 9月28日、毎週火曜3時 - 5時）
  - 1〜3月は水曜2部、4〜9月は月曜2部をそれぞれ担当。ビーチ・ボーイズのアルバムを全曲オンエアするなど、自身のレコード・マニア的趣味を押し出した選曲で一部のリスナーから支持されたものの聴取率獲得にはつながらず、「10曲中8曲は誰でも知っている曲をかけなければダメ」というプロデューサーからの要求にも抵抗したが、9か月で終了となった。3月27日のみ金曜1部に出張出演している。
- サウンズ・ウィズ・コーク（TBSラジオ、1982年4月10日 - 1983年4月2日、毎週土曜23時 - 23時30分、提供：コカコーラ）
  - 1977年から1990年代初頭にかけ、東京放送（TBSラジオ）と日本コカ・コーラの主催で開かれていたアマチュアのバンド・歌手のコンテスト「フレッシュサウンズコンテスト」（フレコン）と連動した番組で[注釈 22]、レギュラー番組で唯一、女性（第2回優勝者のシンガーソングライター石橋和子）と2人で1年間パーソナリティーを務めた。「第6回全国大会」（1982年8月25日 中野サンプラザ）ではゲストとして出演している。この番組のために制作されたインストゥルメンタルのオリジナル・テーマ曲が、後に本人による詞で「悲しみのJODY（She Was Crying）」としてアルバム『MELODIES』（1983年）に、またアラン・オデイによる英語詞で「JODY」としてアルバム『BIG WAVE』（1984年）にそれぞれ収録された。
- サウンドストリート（NHK-FM、1983年4月7日 - 1986年3月20日、毎週木曜22時 - 22時45分）
  - 木曜日のレギュラー。オープニング・テーマにはビーチ・ボーイズ「Pet Sounds」、「ノスタルジア・オブ・アイランド〜パート1 : バード・ウィンド」、「高気圧ガール」（イントロのパーカッションなし）、「夜翔 (Night-Fly)」等が使用されたが、後に前述の「ONLY WITH YOU (Instrumental)」に変更された。オールディーズ中心の番組構成であったが、自身の新作アルバムの特集やライブ特集、ブラックミュージックの新譜特集も行っていた。
- プレミア 3（TOKYO FM、1990年4月1日 - 1992年3月、毎週日曜12時 - 12時55分、提供：東芝）
  - 坂本龍一、氷室京介と週替わりでパーソナリティーを務め、山下は第1、3週を担当した。オープニングおよびエンディング・テーマは、後にアルバム『ARTISAN』に収録された「GROOVIN'」。オープニング・コーナーはロックン・ロール版“今日は何の日”の「DAY BY DAY」（コーナーテーマはフォー・フレッシュメン「Day by Day」）で、このコーナーはそのまま『サタデー・ソングブック』まで続けられた。

### 特別番組
- 特集 サウンド・オブ・ポップス「日本のポップスは今：山下達郎の世界」（NHK-FM、1981年8月10日 - 14日）
  - 5夜連続で放送された特別番組。最終日の8月14日は大滝詠一とのスタジオ・ライブがオンエアされた[注釈 23]。
- 山下達郎、シュガー・ベイブを語る（NHK-FM、2015年8月9日）
- 山下達郎 40th Anniversary Special（NHK-FM、2015年10月4日（Part 1：ライブ40年の軌跡）・12月20日（Part 2：音楽制作40年の軌跡））※聞き手：クリス松村
- WE LOVE RADIO! 〜山下達郎・星野源のラジオ放談（2017年3月20日）※ナビゲーター：マンボウやしろ
  - 民放ラジオ101局特別番組。「ラジオを長く愛してくれている親世代のリスナー層と、まだラジオに馴染みのないノンリスナー層や若者層のニ世代をつなぐ」という目的のもと制作された、山下と星野源の対談による特別番組[111]
- 山下達郎のオールナイトニッポンGOLD（2022年6月21日）※46年ぶりに"オールナイトニッポン"のパーソナリティとして出演[112]
- 今日は一日“山下達郎”三昧（NHK-FM、2011年9月19日）
- 今日は一日“山下達郎”三昧 2022（NHK-FM、2022年6月25日）

## 人物
- 芸事好きであった叔父の影響もあり、子どもの頃からの落語好き。特に古今亭志ん生が当時からのお気に入りで、演目のさわりを物まねできるほどに聴きこんでいる[注釈 24]。お気に入りは春風亭昇太[114]、柳家喬太郎を挙げ「（最近の落語家では）新作落語の人だね。古典は好きだけど、若手の古典は面白くないし、この歳になったらもう、録音で残っている（名人上手の）ものだけで十分です」とも答えている[32]。オーディオプレーヤーで聞くのは専ら落語である。ミュージシャンとして音質に拘りを持ち、「音質が良くない」と、オーディオプレーヤーで音楽を聞かない姿勢を取る。
- 1971年に18歳で運転免許を取得し、以後複数の車を乗り継いでいた。一番長く乗っていたのは、1990年頃から四半世紀に渡って所有していたBMW320iで、それに関連したエピソードも少なくない。2011年のインタビューではETCも取り付け、今後も乗り続けたいと語っていたが[115]、2022年7月のインタビューで廃車になったことを明かしている。現在は、娘の名義で所有している軽自動車(車種は不明)に乗っているという。

### ジャニーズ問題への見解
- 2023年7月1日、松尾潔は自身のツイッターで「15年間在籍したスマイルカンパニーとのマネージメント契約が中途で終了になりました。私がメディアでジャニーズ事務所と藤島ジュリー景子社長に言及したのが理由です。私をスマイルに誘ってくださった山下達郎さんも会社方針に賛成とのこと、残念です。今までのサポートに感謝します。バイバイ！」と投稿[116]。松尾は同月6日発売の夕刊紙「日刊ゲンダイ」のコラムで、性加害問題で揺れるジャニーズ事務所への苦言をラジオで呈したことなどを理由に、マネジメントの年間契約の中途での解除を申し入れられ、山下および山下の妻で同社所属の竹内まりやも同社の方針に賛意を示したと述べた[117]。山下は同月9日のラジオ番組で、「ネットや週刊誌の最大の関心事はですね、私がジャニーズ事務所への忖度があって、今回の一件もそれがあって関与したのではという、根拠のない憶測です。今の世の中は、なまじ黙っていると言ったもの勝ちで、どんどんどんどんウソの情報が拡散しますので、こちらからも思うところを、正直に率直に、お話しておく必要性を感じた次第であります」、「まずもって、私の事務所と松尾氏とはですね、彼から顧問料をいただく形での業務提携でありましたので、雇用関係にあったわけではない。また、彼が所属アーティストであったわけではなく、解雇にはあたりません。弁護士同士の合意文章も存在しております。松尾氏との契約終了についてはですね、事務所の社長の判断に委ねる形で行われました。松尾氏と私は直接話をしておりませんし、私が社長に対して契約終了を促したこともありません。」、その上で「今回、松尾氏がジャニー喜多川氏の性加害問題に対して、憶測に基づく一方的な批判をしたことが契約終了の一因となった」、「数々の才能あるタレントさんを輩出したジャニーさんの功績に対する尊敬の念は今も変わっていません。」と松尾の発信した内容を否定した[116][118]。その後、「『忖度』あるいは『長いものに巻かれている』と、そのように解釈されるのであれば、それでも構いません。きっと、そういう方々には、私の音楽は不要でしょう」と締めくくり、SNS上ではこの発言に対する炎上が発生した[119]。尚、山下は性加害については「性加害が本当にあったとすれば、それはもちろん許し難いことであり、被害者の方々の苦しみを思えば、第三者委員会等での事実関係の調査というのは必須であると考えます。」と答えている[118]。その後、ジャニーズ事務所が2023年9月7日に性加害を認めたが、先のラジオの発言以降、山下はこの一件については一切発言していない。

### エピソード
- バーゲンセールの時にはゴムの滑り止めのついた軍手をはめて、髪をふりみだしながらもの凄い速さでレコードを選別している。但し、これは本人が否定しており、同じようにかつてテレビ番組『週刊オリラジ経済白書』で、ニューヨークのあるレコードショップでメジャー（ものさし・測り）を使って集中的に購買していたという話が放送されたが、「そのような下品なことはしないし、そのアーティストに大変失礼な行為だ。（視聴者の皆さんは）惑わされないで欲しい。」と、否定している。
- 子どもの頃から漫画も大好きで、手塚治虫ファンであることを公言しており、『鉄腕アトム』はコマ割りからセリフまで覚えているという。ちょうど小学校に上がる年（1959年）の3月17日に『週刊少年マガジン』が創刊。創刊号（1959年3月25日号）から『ハリスの旋風』（ちばてつや）連載の途中まで定期購読していた。『マガジン』で印象に残っているのは『13号発進せよ』（高野よしてる）や『チャンピオン太』（原作：梶原一騎、作画：吉田竜夫）、『風の石丸』（白土三平）などで、最初に感動した作品は『ちかいの魔球』（原作：福本和也、作画：ちばてつや）だという[28]。
- 洋画作品で若いころ好んで観ていたのは、ジョン・フォードの『コレヒドール戦記』や、スタンリー・キューブリックの『2001年宇宙の旅』[28]。
- ラジオで「ライブ中の水分補給にはどんなミネラルウォーターを飲むのか？」と言うリスナーからの質問に鹿児島の「財寶温泉」と答えた。理由は昔からあるミネラルウォーターは1Lしかなかった頃に500mlで出ていた為、ライブ中に1L飲み切れない事から。現在まで「財寶温泉」を愛用する。
- シュガーベイブのプロデューサーで、亡くなる2013年まで交友のあった大瀧詠一との出会いは、伊藤銀次が山下の自主製作アルバム『ADD SOME MUSIC TO YOUR DAY』を当時の大瀧の自宅に持って行き、聞かせたことがきっかけである。
- 妻のまりや共々、サザンオールスターズの桑田佳祐・原由子夫妻とは家族ぐるみでの親交がある[120]。山下は好きなサザンの曲として「C調言葉に御用心」「みんなのうた」など[121][122]、桑田のソロ曲では「悲しい気持ち (JUST A MAN IN LOVE)」「僕のお父さん」「月光の聖者達」などを挙げている[122][123][121]。特に「僕のお父さん」は2000年6月18日に放送された「サンデー・ソングブック」の『棚からひとつかみー父の日編』で[123]、「月光の聖者達」は2020年4月29日に放送されたTOKYO FM 開局50周年特別番組「LIFE TIME MUSIC 80～こんな時こそ音楽のチカラ～」にコメント出演した際にいずれも山下本人の選曲によりオンエアされている[121]。
- 1992年に放映されたJR東海のテレビコマーシャル「クリスマス・エクスプレス」に、吉本多香美とぶつかってしまう男性役としてカメオ出演している。後に本人が語ったことによれば、関係者から同CMへの出演のオファーがあったものの固辞していたが、どうしてもという先方の依頼によって「それじゃ顔がわからないように」ということで、顔が分からないように一瞬だけ姿が映るだけのカメオ出演となったと明かしている。
- テレビのお笑い番組も好きで、お笑いコンビのとんねるずのレギュラー番組『とんねるずのみなさんのおかげでした』が終了する際、石橋貴明に「あの”細かすぎて”だけは続けてくれよ。」と『細かすぎて伝わらないモノマネ選手権』だけは続けてほしいと要望した[124]。
- 2020年6月14日「サンデー・ソングブック」にて、同年11日に末期腎不全のため83歳で亡くなった作編曲家の服部克久を追悼した[125]。服部は、山下の「希望という名の光」、竹内まりやの「駅」など数々の名曲アレンジを手がけた[125]。
- 自身の楽曲のサブスクリプションによる音楽配信には消極的で、後述の作品を除き現在も解禁していない。2022年6月のインタビュー記事では「表現に携わっていない人間が自由に曲をばらまいて、そのもうけを取ってるんだもの。それはマーケットとしての勝利で、音楽的な勝利と関係ない。本来、音楽はそういうことを考えないで作らなきゃいけないのに」とその理由を語り、「恐らく死ぬまでやらない」と発言している[126]。一方でサブスクリプション・サービスそのものは否定しておらず、あくまで自分がアーティストとして契約する場合においては、だとしている[127]。
  - 例外として、以下の作品のみ解禁されている。
    - 『クリスマス・イブ（30th Anniversary Edition）』（Amazon Music、Apple Music）[128][129]
    - 『REBORN』『ミライのテーマ/うたのきしゃ』（Apple Music）[129]
    - 「ミライのテーマ」「さよなら夏の日」のミュージックビデオ（Apple Music）[130][129]
    - 竹内まりやとのデュエット曲「Let It Be Me」（ジルベール・ベコーのカバー、竹内のベストアルバム『Expressions』に収録）
    - 山下が参加している『PACIFIC』

  - 夫人である竹内まりやの楽曲については、山下の活動との方向性の違いや竹内自身の考えも尊重して、山下が制作に関与したムーン・レコード移籍後の作品を含めてサブスクリプション配信を順次開始した。特にApple Musicでの配信にあたっては、山下もApple本社でのリスニング・セッションに参加して音質について意見を述べた他、今後の展開についても期待するコメントを寄せるなど協力的な姿勢を取っている[131]。
  - 聴取する側としては、「今は世界中のサブスクのTOP50を毎日聴いている」「時代の音がするし、リバーブ（残響音）は、ものすごく変わるので時代で」と積極的に利用していることを『関ジャム 完全燃SHOW』（テレビ朝日・2022年6月26日放送分）のインタビューで明かしている[132]。
- 2004年にBMGファンハウスで山下のトリビュート・アルバム『Songbook -Tatsuro Yamashita Covers』が企画され、発売予定となっていたが[133]、山下側へのオファーがない企画だった上、大瀧詠一との「新春放談」などの場で、自ら生存時点でトリビュートを行うことに否定的な見解を示していたことから、アルバムとしての発売は延期を経て最終的に中止となった。ただし、完成していた楽曲（キンモクセイの『踊ろよ、フィッシュ』、Original Loveの『あまく危険な香り』など）はカバーした歌手のアルバムやシングルなどで発表することが許可された。

## 自著等
ここでは、自著とそれに準ずる文献を記載する。パンフレット等は出典に使用するものに限って記載する。
単著
- 山下達郎（作曲）『山下達郎 for you』（楽譜） 中央アート出版社〈バンド・スコア・シリーズ 4〉、1982年5月1日。ISBN 4-88639-276-8、ISBN 978-4886392763。

共著
- 鈴木英人（イラストレーション、ショートストーリー）、山下達郎（メロディーイメージ）ほか、ワーズ『鈴木英人&山下達郎 EIZIN &TATSURO Southward Bound』シンコー・ミュージック（現・シンコーミュージック・エンタテイメント）、1983年12月。OCLC 673438107。ISBN 4-401-62056-9、ISBN 978-4-401-62056-2。国立国会図書館書誌ID:000001655928。

パンフレット等
- 山下達郎『Tatsuro Yamashita PERFORMANCE '91-'92』（パンフレット）1991年。
- 山下達郎『Tatsuro Yamashita Performance 2013』（パンフレット）2013年。